# Antoniter-Museum

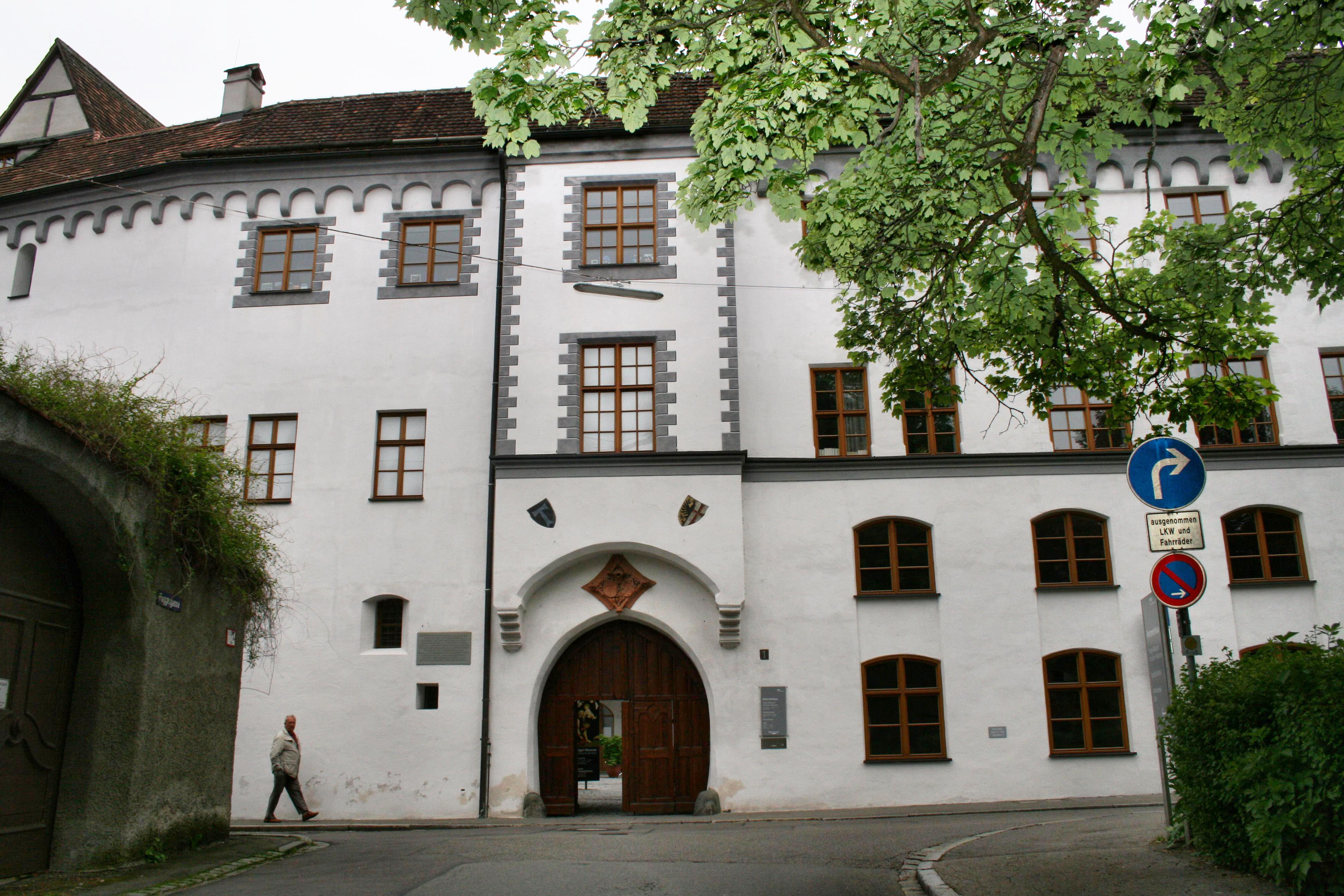
Eingang zum Antonierhaus

Das Antoniter-Museum ist ein 1996 gegründetes kulturhistorisches Museum, das der Geschichte und dem Wirken des Antoniter-Ordens gewidmet ist. Es befindet sich (wie das Strigel-Museum) im Antoniterhaus im Regierungsbezirk Schwaben in Memmingen in Bayern.

## Geschichte und Sammlung
Im Museum geht es um einzelne Krankheiten (vor allem um den früher hier behandelten Mutterkornbrand), um Heilungsmethoden und die mittelalterliche Frömmigkeit ebenso wie um allgemeine Ordensgeschichte, die Geschichte der Memminger Niederlassung und die wirtschaftlichen Grundlagen des Ordens. Fundstücke von den Ausgrabungen illustrieren im Antonierhaus das Alltagsleben der Kranken und der Geistlichen.
Bis 2011 wurde das Antoniter-Museum von Joseph Kiermeier-Debre geleitet, der im November 2012 von Axel Lapp abgelöst wurde.